# Congothemis
Congothemis is een geslacht van libellen (Odonata) uit de familie van de korenbouten (Libellulidae).

## Soorten
Congothemis omvat 1 soort:
- Congothemis longistyla Fraser, 1953